# Lee Hae-in
Lee Hae-in (hangul: 이해인; hanja: 李海印; nascida em 4 de julho de 1994), mais frequentemente creditada na carreira musical apenas como Haein (hangul: 해인), é uma cantora e atriz sul-coreana. É mais popularmente conhecida por ter sido integrante do grupo feminino I.B.I, formado pela LOEN Entertainment em 2016.
Em meados de 2016, Haein se tornou concorrente no reality show Produce 101 e, no ano seguinte, concorreu no Idol School como participante.

## Discografia

### Singles
| Ano  | Título                                  | Álbum                               |
| ---- | --------------------------------------- | ----------------------------------- |
| 2016 | "I Want You Bad" (with Baek Seung-heon) | 1% of Anything OST                  |
| 2016 | "Permeate"                              | Weightlifting Fairy Kim Bok-joo OST |

### Colaborações
| Ano  | Título | Álbum           |
| ---- | --- | --------------- |
| 2013 | "겨울 고백 (Jelly Christmas 2013) como Little Sister (com VIXX, Sung Si-kyung, Park Hyo-shin, Seo In-guk) | Jelly Christmas |

## Filmografia

### Televisão
| Data | Título             | Função    | Emissora | Notas            |
| ---- | ------------------ | --------- | -------- | ---------------- |
| 2016 | Produce 101        | ela mesma | Mnet     | concorrente      |
| 2016 | The God of Music 2 | ela mesma | Mnet     | membro do elenco |
| 2016 | Hello I.B.I        | ela mesma | JTBC     | membro do elenco |
| 2017 | Idol School        | ela mesma | Mnet     | concorrente      |

### Dramas
| Data | Título            | Papel      | Emissora | Nots           |
| ---- | ----------------- | ---------- | -------- | -------------- |
| 2016 | 1% of Anything    | Soojung    | Dramax   | Papel de apoio |
| 2017 | My Secret Romance | Jang Eunbi | OCN      | Papel de apoio |